# 利特湾
利特湾（英語：Little Bay）是蒙特塞拉特的一座建设中的城镇，计划取代布莱兹，作为蒙特塞拉特未来的首府。

## 历史

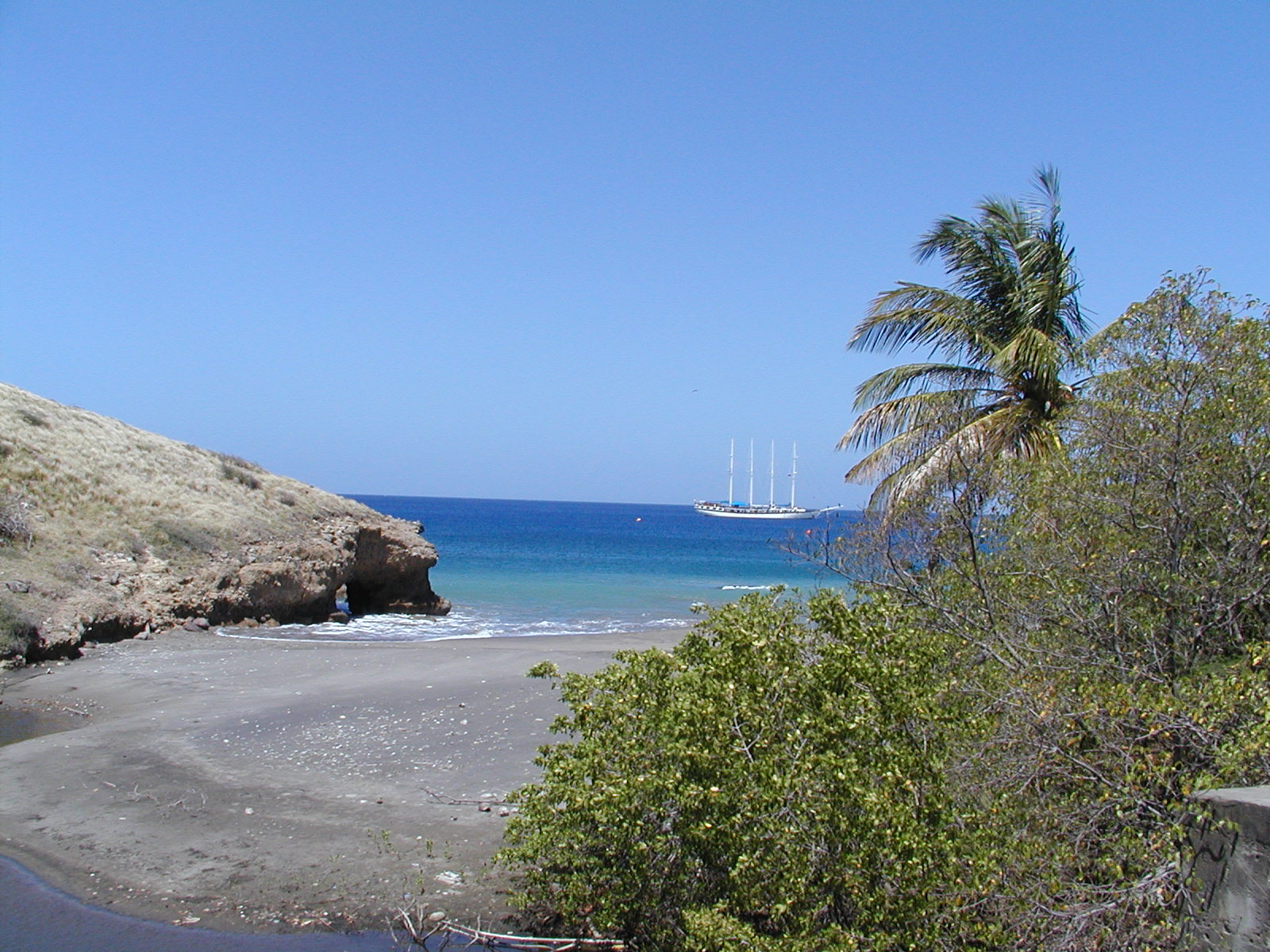
2003年的利特湾

蒙特塞拉特的官方首府是該島南部的普利茅斯，在 1995 年蘇弗里耶爾火山爆發後被掩埋後，於 1997 年被廢棄。 此後在政府布萊茲建造了臨時政府大樓，並於 1998 年成為事實上的臨時首府。
該項目由蒙特塞拉特政府和英國政府國際發展部資助。威爾斯王妃戴安娜於1997年去世後，政府開始尋求批准將新首都戴安娜港命名的程序。
2012年，政府決定了建設政府大樓的計劃，並會建造一個新港口，該港口應能夠處理最大300米的船舶。 建設的總成本估計至少為 2 億美元，其中約一半與新港口有關。2013年，準備該地區的建設的初步工作開始。 2019年5月，港口建設開始。2022 年 6 月，由加勒比開發銀行管理的英國加勒比基礎設施基金 (UKCIF) 撥款 2830 萬英鎊用於建設港口。